# 叶任高
叶任高（1932年9月—2003年12月20日），医学家，中国知名肾脏病学家，中山大学肾脏病学科骨干。原《中华肾脏病杂志》创始人之一、副总编辑，曾任中华肾脏病学会第二至第四届常委，中国中西医结合肾脏病学会主任委员，《中国中西医结合肾病杂志》主编，主编《内科学》、《肾脏病诊断与治疗学》、《临床肾脏病学》等专著15部。发表论文数百篇，获得中国国家科技进步、中国教育部科技进步一等奖等奖项。享受国务院特殊津贴。知名学生有汪涛等人。

## 备注
1. ↑  原中山医学院，中山医科大学，叶任高教授1954年毕业于中山医学院